# Mohammad Nosrati
Mohammad Nosrati (محمد نصرتى), född 10 januari 1982 i Karaj, är en iransk fotbollsspelare. Nosrati gjorde 81 landskamper för Irans landslag mellan 2002 och 2013.